# Argyrolobium
Argyrolobium är ett släkte av ärtväxter. Argyrolobium ingår i familjen ärtväxter.

## Dottertaxa tillArgyrolobium, i alfabetisk ordning[1]
- Argyrolobium aciculare
- Argyrolobium adscendens
- Argyrolobium aequinoctiale
- Argyrolobium amplexicaule
- Argyrolobium arabicum
- Argyrolobium baptisioides
- Argyrolobium barbatum
- Argyrolobium biebersteinii
- Argyrolobium bodkinii
- Argyrolobium campicola
- Argyrolobium candicans
- Argyrolobium catati
- Argyrolobium collinum
- Argyrolobium confertum
- Argyrolobium crassifolium
- Argyrolobium crinitum
- Argyrolobium crotalarioides
- Argyrolobium eylesii
- Argyrolobium filiforme
- Argyrolobium fischeri
- Argyrolobium flaccidum
- Argyrolobium friesianum
- Argyrolobium frutescens
- Argyrolobium glaucum
- Argyrolobium harmsianum
- Argyrolobium harveyanum
- Argyrolobium hirsuticaule
- Argyrolobium humile
- Argyrolobium incanum
- Argyrolobium itremoense
- Argyrolobium lanceolatum
- Argyrolobium lancifolium
- Argyrolobium longifolium
- Argyrolobium longipes
- Argyrolobium lotoides
- Argyrolobium lunare
- Argyrolobium lydenburgense
- Argyrolobium macrophyllum
- Argyrolobium marginatum
- Argyrolobium megarrhizum
- Argyrolobium microphyllum
- Argyrolobium molle
- Argyrolobium muddii
- Argyrolobium muirii
- Argyrolobium nanum
- Argyrolobium natalense
- Argyrolobium nigrescens
- Argyrolobium nitens
- Argyrolobium obsoletum
- Argyrolobium pachyphyllum
- Argyrolobium patens
- Argyrolobium pauciflorum
- Argyrolobium pedunculare
- Argyrolobium petiolare
- Argyrolobium podalyrioides
- Argyrolobium polyphyllum
- Argyrolobium pulvinatum
- Argyrolobium pumilum
- Argyrolobium ramosissimum
- Argyrolobium rarum
- Argyrolobium rogersii
- Argyrolobium roseum
- Argyrolobium rupestre
- Argyrolobium saharae
- Argyrolobium sandersonii
- Argyrolobium sankeyi
- Argyrolobium schimperianum
- Argyrolobium sericeum
- Argyrolobium sericosemium
- Argyrolobium speciosum
- Argyrolobium splendens
- Argyrolobium stenophyllum
- Argyrolobium stipulaceum
- Argyrolobium stolzii
- Argyrolobium summomontanum
- Argyrolobium sutherlandii
- Argyrolobium terme
- Argyrolobium thodei
- Argyrolobium thomii
- Argyrolobium tomentosum
- Argyrolobium tortum
- Argyrolobium transvaalense
- Argyrolobium trigonelloides
- Argyrolobium tuberosum
- Argyrolobium tysonii
- Argyrolobium umbellatum
- Argyrolobium uniflorum
- Argyrolobium vaginiferum
- Argyrolobium variopile
- Argyrolobium velutinum
- Argyrolobium wilmsii
- Argyrolobium woodii
- Argyrolobium zanonii